# U23-Leichtathletik-Länderkampf der Männer und Frauen 1995 Deutschland – Belgien – Niederlande – Portugal – Schweiz – Tschechien
| 3. Leichtathletik-Länderkampf mit deutscher Beteiligung 1995                                                                      | 3. Leichtathletik-Länderkampf mit deutscher Beteiligung 1995                                                  |
| --- | --- |
| | |
| U23-Ländervergleich der Männer und Frauen Westathletic-Cup: Deutschland – Belgien – Niederlande – Portugal – Schweiz – Tschechien | |
| Austragungsort | Kevelaer |
| Wettbewerbe | Männer: 19 / Frauen: 16                                                                                       |
| Datum | 3./4. Juni |
| 1. GER 2. CZE 3. PRT 4. NLD 5. SUI 6. BEL                                                                                         | 189,5 Punkte 131,5 Punkte 118,5 Punkte 109,0 Punkte 097,5 Punkte 086,0 Punkte                                 |
| 0Teilwertung U23-Männer | 1. GER0000103,5 P 2. PRT0000078,5 P 3. CZE0000059,0 P 4. NLD0000058,5 P 5. SUI00000052,5 P 6. BEL00000 46,0 P |
| 0Teilwertung U23-Frauen | 1. GER0000086,0 P 2. CZE0000060,0 P 3. NLD0000053,0 P 4. PRT0000050,0 P 5. SUI00000045,0 P 6. BEL00000 40,0 P |
| Chronik | |
| ← ITA-GER-RUS Werfer (M/F) | FRA-GER-AUS-GBR-00 ITA-SWE-ESP00 Geher (M/F/Jun/Jun-innen) →                                                  |

Der dritte Vergleich des Länderkampfjahres 1995 war der erste mit dem allgemeinen leichtathletischen Programm in dieser Saison. Am 3. und 4. Juni trugen die U23-Athletinnen und Athleten in gemeinsamer Wertung für Männer und Frauen einen Vergleich mit Belgien, den Niederlanden, Portugal, der Schweiz und Tschechien aus. Er wurde auch als „Westathletic-Cup“ bezeichnet. Gastgeber war der niederrheinische Wallfahrtsort Kevelaer.

## Modus
Auf dem Programm der Männer standen neunzehn Wettbewerbe. Von den olympischen Disziplinen fehlten nur der 10.000-Meter-Lauf, der Marathonlauf, die beiden Gehwettbewerbe über 20 und 50 Kilometer und der Zehnkampf. Bei den Frauen wurde anstelle des 3000-Meter-Laufs – olympisch bis 1992 – ein Rennen über 5000 Meter – olympisch ab 1996 – ausgetragen. Hier fehlten aus den damaligen olympischen Frauenwettbewerben mit dem 10.000-Meter-Lauf, dem Marathonlauf und dem Siebenkampf ebenfalls nur wenige Disziplinen. Auch der ab erst 1996 olympische Dreisprung war Teil des Länderkampfs.
Am Start war ein Vertreter je Team und Disziplin. Die Punkte wurden in allen Wettbewerben einschließlich der Staffeln nach folgendem Muster verteilt: 1. Platz: 7 Punkte /  2. Pl.: 5 P  /  3. Pl.: 4 P  /  4. Pl.: 3 P / …

## Ergebnis
Von den Einzelläufen der Männer entschieden Deutschland und Portugal je drei für sich, zwei gingen an die Niederlande und einer an Belgien. Die Siege der beiden Staffeln teilten sich Deutschland und die Schweiz. In den technischen Wettbewerben waren die deutschen Leichtathleten das dominierende Team. Sie gewannen je drei der Sprung- und Wurf-/Stoßwettbewerbe. Für Tschechien blieb ein Erfolg in den Sprüngen und einer in der Kategorie Wurf. Die anderen Länder gingen in diesen beiden Bereichen leer aus. In der Teilwertung der Männer siegte Deutschland vor Portugal, Tschechien, den Niederlanden, der Schweiz und Belgien.
Auch bei den Frauen verbuchten Deutschland und Portugal je drei Einzellauferfolge. Belgien kam hier zu zwei Disziplingewinnen. Die Staffeln gingen beide an Deutschland. Auch in allen drei Sprungwettbewerben lagen die deutschen Vertreterinnen vorn. Die Niederländerinnen gewannen zwei Konkurrenzen aus dem Bereich Wurf/Stoß. Im verbleibenden dritten Wettbewerb dieser Kategorie setzte sich Deutschland durch. So siegten die deutschen Sportlerinnen auch in der Teilwertung der Frauen. Tschechien wurde Zweiter vor den Niederlanden und Portugal. Die Schweiz und Belgien belegten wie bei den Männern die Plätze fünf und sechs.
Am Ende des Länderkampfs lagen Deutschlands Nachwuchssportler mit 189,5 Punkten deutlich vorn. Auf Rang zwei folgte mit 131,5 Punkten Tschechien vor Portugal (118,5 Punkte). Vierter wurde die Niederlande mit 109,0 Punkten. Die Schweiz (97,5 Punkte) und Belgien (86,0 Punkte) erreichten die Ränge fünf und sechs.

## Legende
Kurze Übersicht zur Bedeutung der Symbolik – so üblicherweise auch in sonstigen Veröffentlichungen verwendet:
| DNF | nicht im Ziel (did not finish) |

## Einzelresultate U23-Männer

### Teilwertung
| Platz | Land        | Punkte |
| ----- | ----------- | ------ |
| 1     | Deutschland | 103,5  |
| 2     | Tschechien  | 078,5  |
| 3     | Niederlande | 059,0  |
| 4     | Portugal    | 058,5  |
| 5     | Schweiz     | 052,5  |
| 6     | Belgien     | 046,0  |

### 100 m
| Platz | Athlet               | Land | Zeit (s) |
| ----- | -------------------- | ---- | -------- |
| 1     | Patrick van Balkom   | NLD  | 10,66    |
| 2     | Holger Blume         | GER  | 10,68    |
| 3     | Stephane Diriwächter | SUI  | 10,73    |
| 4     | Martin Duda          | CZE  | 10,86    |
| 5     | Paulo Neves          | PRT  | 10,88    |
| 6     | Yves Jacob           | BEL  | 10,92    |

Wind: −1,5 m/s

### 200 m
| Platz | Athlet               | Land | Zeit (s) |
| ----- | -------------------- | ---- | -------- |
| 1     | Manuel Milde         | GER  | 21,35    |
| 2     | Stephane Diriwächter | SUI  | 21,51    |
| 3     | Vitor Jörge          | PRT  | 21,55    |
| 4     | Patrick Declerk      | BEL  | 21,84    |
| 5     | Pavel Pospíšil       | CZE  | 21,92    |
| 6     | Maurice Keyzer       | NLD  | 22,83    |

Wind: −0,7 m/s

### 400 m
| Platz | Athlet               | Land | Zeit (s) |
| ----- | -------------------- | ---- | -------- |
| 1     | Jens Dautzenberg     | GER  | 47,43    |
| 2     | Maarten van der Veen | NLD  | 47,49    |
| 3     | Vitor Jörge          | PRT  | 47,51    |
| 4     | Jan Štejfa           | CZE  | 47,62    |
| 5     | Raphael Gillard      | SUI  | 48,34    |
| 6     | Günther Dekie        | BEL  | 48,77    |

### 800 m
| Platz | Athlet            | Land | Zeit (min) |
| ----- | ----------------- | ---- | ---------- |
| 1     | Tim Rogge         | BEL  | 1:49,71    |
| 2     | Felix Leiter      | GER  | 1:50,62    |
| 3     | Kamil Hurka       | CZE  | 1:51,18    |
| 4     | Duarte Ponte      | PRT  | 1:51,35    |
| 5     | Mark van Dijk     | NLD  | 1:51,45    |
| 6     | Pierre-Alain Fort | SUI  | 1:52,44    |

### 1500 m
| Platz | Athlet             | Land | Zeit (min) |
| ----- | ------------------ | ---- | ---------- |
| 1     | Michael Gottschalk | GER  | 3:44,77    |
| 2     | Tomáš Novotný      | CZE  | 3:45,98    |
| 3     | Michael Mutter     | SUI  | 3:46,37    |
| 4     | Johan de Konig     | NLD  | 3:46,66    |
| 5     | Sven Wielandt      | BEL  | 3:49,50    |
| 6     | Luis Feiteira      | PRT  | 3:56,94    |

### 5000 m
| Platz | Athlet              | Land | Zeit (min) |
| ----- | ------------------- | ---- | ---------- |
| 1     | Hélder Ornelas      | PRT  | 13:50,17   |
| 2     | Jirka Arndt         | GER  | 13:57,03   |
| 3     | Pavel Faschingbauer | CZE  | 14:06,34   |
| 4     | Stan Rijken         | NLD  | 14:08,97   |
| 5     | Viktor Röthlin      | SUI  | 14:09,96   |
| 6     | Tom Compernolle     | BEL  | 15:06,63   |

### 110 m Hürden
| Platz | Athlet           | Land | Zeit (s) |
| ----- | ---------------- | ---- | -------- |
| 1     | Robin Korving    | NLD  | 13,93    |
| 2     | Filip Bickel     | GER  | 14,10    |
| 3     | Sven Pieters     | BEL  | 14,19    |
| 4     | Raphaël Monachon | SUI  | 14,35    |
| 5     | Michal Esterka   | CZE  | 14,70    |
| DNF   | Michele Ferreira | PRT  |          |

Wind: −1,9 m/s

### 400 m Hürden
| Platz | Athlet          | Land | Zeit (s) |
| ----- | --------------- | ---- | -------- |
| 1     | Carlos Silva    | PRT  | 50,35    |
| 2     | Lukas Soucek    | CZE  | 50,70    |
| 3     | Sven Timmermann | GER  | 52,23    |
| 4     | Kjell Provost   | BEL  | 53,97    |
| 5     | Reto Meyer      | SUI  | 54,75    |
| 6     | Freek Wilkens   | NLD  | 59,12    |

### 3000 m Hindernis
| Platz | Athlet           | Land | Zeit (min) |
| ----- | ---------------- | ---- | ---------- |
| 1     | Marco Rebelo     | PRT  | 8:41,55    |
| 2     | Damian Kallabis  | GER  | 8:41,75    |
| 3     | Viktor Podskubka | CZE  | 8:44,59    |
| 4     | Andre Klappe     | NLD  | 8:58,49    |
| 5     | Maarten Vergote  | BEL  | 9:00,96    |
| 6     | Thomas Fuchs     | SUI  | 9:04,09    |

### 4 × 100 m Staffel
| Platz | Besetzung   | Land                                                           | Zeit (s) |
| ----- | ----------- | -------------------------------------------------------------- | -------- |
| 1     | Schweiz     | Stephane Diriwächter Seiler Harzenmoser Stauffer               | 40,51    |
| 2     | Deutschland | Rafael Gruszecki Thomas Mittendrein Manuel Milde Uwe Eisenbeis | 40,53    |
| 3     | Tschechien  | Zeman Martin Duda Pavel Pospíšil Ivan Šlehobr                  | 41,07    |
| 4     | Niederlande | Robin Korving Patrick van Balkom Laurens Looije Sedoc          | 41,37    |
| 5     | Belgien     | Yves Jacob Mille Sven Pieters Patrick Declerk                  | 41,39    |
| 6     | Portugal    | Paulo Neves Carlos Calado Costa Lemos                          | 42,35    |

### 4 × 400 m Staffel
| Platz | Besetzung   | Land                                                                | Zeit (min) |
| ----- | ----------- | ------------------------------------------------------------------- | ---------- |
| 1     | Deutschland | Ulrich Schnorrenberger Alexander Müller Jörg Regenärmel Marko Janke | 3:08,12    |
| 2     | Portugal    | Queiros Costa Vitor Jörge Carlos Silva                              | 3:09,10    |
| 3     | Tschechien  | Vyroubal Nikodým Pavel Pospíšil Jan Štejfa                          | 3:14,53    |
| 4     | Niederlande | Maurice Keyzer Julien Hagen Freek Wilkens Maarten van der Veen      | 3:15,13    |
| 5     | Schweiz     | Gilliard Tribolet Signer Guerdat                                    | 3:15,56    |
| 6     | Belgien     | Kjell Provost Verborgh Wiele Sven Wielandt                          | 3:21,76    |

### Hochsprung
| Platz | Athlet           | Land | Höhe (m) |
| ----- | ---------------- | ---- | -------- |
| 1     | Christian Rhoden | GER  | 2,10     |
| 1     | Tomáš Janků      | CZE  | 2,10     |
| 3     | Rik Gussinklo    | NLD  | 2,05     |
| 4     | Pedro Raposo     | PRT  | 2,05     |
| 4     | Ruben Kiefer     | SUI  | 2,05     |
| 6     | Patrick De Paepe | BEL  | 2,00     |

### Stabhochsprung
| Platz | Athlet          | Land | Höhe (m) |
| ----- | --------------- | ---- | -------- |
| 1     | Michael Stolle  | GER  | 5,50     |
| 2     | Karel Janko     | CZE  | 5,30     |
| 3     | Chris Tamminga  | NLD  | 5,30     |
| 4     | Darny Senecaut  | BEL  | 4,90     |
| 5     | Dany El-Idrissi | SUI  | 4,70     |
| 6     | Pedro Pimenta   | PRT  | 4,70     |

### Weitsprung
| Platz | Athlet          | Land | Weite (m) |
| ----- | --------------- | ---- | --------- |
| 1     | Robert Michalik | CZE  | 7,58      |
| 2     | Volker Ehmann   | GER  | 7,51      |
| 3     | Yassin Quellet  | BEL  | 7,30      |
| 4     | Laurens Looije  | NLD  | 7,14      |
| 5     | Ruben Kiefer    | SUI  | 7,00      |
| 6     | Carlos Calado   | PRT  | 6,98      |

### Dreisprung
| Platz | Athlet             | Land | Weite (m) |
| ----- | ------------------ | ---- | --------- |
| 1     | Volker Ehmann      | GER  | 15,90     |
| 2     | Carlos Calado      | PRT  | 15,73     |
| 3     | Michal Coubal      | CZE  | 15,10     |
| 4     | Jasper van Leeuwen | NLD  | 14,61     |
| 5     | Patrick Muteba     | BEL  | 14,37     |
| 6     | Simon Baschung     | SUI  | 14,11     |

### Kugelstoßen
| Platz | Athlet            | Land | Weite (m) |
| ----- | ----------------- | ---- | --------- |
| 1     | Ole Hertel        | GER  | 18,06     |
| 2     | Marc Sandmeier    | SUI  | 16,93     |
| 3     | Martin Bilek      | CZE  | 16,82     |
| 4     | Mike van der Bilt | NLD  | 14,75     |
| 5     | Nuno Serra        | PRT  | 14,62     |
| 6     | Jürgen Rogge      | BEL  | 14,45     |

### Diskuswurf
| Platz | Athlet            | Land | Weite (m) |
| ----- | ----------------- | ---- | --------- |
| 1     | Marek Bilek       | CZE  | 55,28     |
| 2     | Marco Jakobs      | GER  | 52,26     |
| 3     | Paulo Bernardo    | PRT  | 49,32     |
| 4     | Philippe Pectram  | BEL  | 47,08     |
| 5     | Mike van der Bilt | NLD  | 46,38     |
| 6     | Samuele Dazio     | SUI  | 42,52     |

### Hammerwurf
| Platz | Athlet            | Land | Weite (m) |
| ----- | ----------------- | ---- | --------- |
| 1     | Holger Klose      | GER  | 71,24     |
| 2     | Vladimír Maška    | CZE  | 66,70     |
| 3     | Vitor Costa       | PRT  | 66,66     |
| 4     | Benjamin Szilagyi | SUI  | 63,18     |
| 5     | Ronald Gram       | NLD  | 60,16     |
| 6     | Jürgen Rogge      | BEL  | 30,80     |

### Speerwurf
| Platz | Athlet           | Land | Weite (m) |
| ----- | ---------------- | ---- | --------- |
| 1     | Mathias Hold     | GER  | 75,44     |
| 2     | Johan Kloeck     | BEL  | 71,28     |
| 3     | Michael Galliker | SUI  | 66,32     |
| 4     | Miroslav Guzaek  | CZE  | 66,22     |
| 5     | Niels Terol      | NLD  | 57,60     |
| 6     | José Faustino    | PRT  | 55,50     |

## EInzelresultate U23-Frauen

### Teilwertung
| Platz | Land        | Punkte |
| ----- | ----------- | ------ |
| 1     | Deutschland | 86     |
| 2     | Portugal    | 60     |
| 3     | Tschechien  | 53     |
| 4     | Niederlande | 50     |
| 5     | Schweiz     | 45     |
| 6     | Belgien     | 40     |

### 100 m
| Platz | Athletin           | Land | Zeit (s) |
| ----- | ------------------ | ---- | -------- |
| 1     | Silke Lichtenhagen | GER  | 11,95    |
| 2     | Anne Marie Kramer  | NLD  | 12,15    |
| 3     | Sandra Castanheira | PRT  | 12,16    |
| 4     | Cathy Lenoir       | BEL  | 12,37    |
| 5     | Bohdana Válková    | CZE  | 12,43    |
| 6     | Natascha Ischer    | SUI  | 12,47    |

Wind: −3,0 m/s

### 200 m
| Platz | Athletin           | Land | Zeit (s) |
| ----- | ------------------ | ---- | -------- |
| 1     | Birgit Rockmeier   | GER  | 23,64    |
| 2     | Sandra Castanheira | PRT  | 24,13    |
| 3     | Denisa Obdrzalková | CZE  | 24,26    |
| 4     | Kathleen Van Hove  | BEL  | 24,85    |
| 5     | Beatrice Glaser    | SUI  | 25,06    |
| 6     | Jorien Kranendijk  | NLD  | 26,04    |

Datum: 24. Juni
Wind: +0,5 m/s

### 400 m
| Platz | Athletin            | Land | Zeit (s) |
| ----- | ------------------- | ---- | -------- |
| 1     | Carmo Tavares       | PRT  | 53,93    |
| 2     | Claudia Angerhausen | GER  | 54,23    |
| 3     | Denisa Obdrzalková  | CZE  | 54,61    |
| 4     | Sylvie-An Elsoucht  | BEL  | 55,29    |
| 5     | Martina Hug         | SUI  | 56,41    |
| 6     | Nicole Taalman      | NLD  | 57,05    |

### 800 m
| Platz | Athletin       | Land | Zeit (min) |
| ----- | -------------- | ---- | ---------- |
| 1     | Sandra Stals   | BEL  | 2:05,96    |
| 2     | Anne Bruns     | GER  | 2:06,08    |
| 3     | Karin Gerber   | SUI  | 2:08,22    |
| 4     | Ceu Nunes      | PRT  | 2:08,39    |
| 5     | Anjolie Wisse  | NLD  | 2:08,58    |
| 6     | Radka Lukavská | CZE  | 2:09,89    |

### 1500 m
| Platz | Athletin        | Land | Zeit (min) |
| ----- | --------------- | ---- | ---------- |
| 1     | Andrea Karhoff  | GER  | 4:16,75    |
| 2     | Sylvia Kruijer  | NLD  | 4:17,13    |
| 3     | Margarida Silva | PRT  | 4:21,51    |
| 4     | Jana Biolková   | CZE  | 4:25,23    |
| 5     | Martha Odun     | SUI  | 4:32,23    |
| 6     | Eis Verthe      | BEL  | 4:35,04    |

### 5000 m
| Platz | Athletin       | Land | Zeit (min) |
| ----- | -------------- | ---- | ---------- |
| 1     | Ana Dias       | PRT  | 15:59,98   |
| 2     | Melanie Kraus  | GER  | 16:13,94   |
| 3     | Edit Kortekaas | NLD  | 16:45,97   |
| 4     | Patrizia Bieri | SUI  | 17:17,11   |
| 5     | Marta Vlcovská | CZE  | 17:46,17   |

keine Teilnehmerin aus Belgien aufgeführt

### 100 m Hürden
| Platz | Athletin         | Land | Zeit (s) |
| ----- | ---------------- | ---- | -------- |
| 1     | lsabel Abrantes  | PRT  | 13,58    |
| 2     | Nikola Spionová  | CZE  | 14,02    |
| 3     | Katja Fust       | GER  | 14,03    |
| 4     | Bettina Stähli   | SUI  | 14,04    |
| 5     | Maryline Troonen | BEL  | 14,11    |
| 6     | Marcelie Mulder  | NLD  | 15,17    |

Wind: −1,1 m/s

### 400 m Hürden
| Platz | Athletin         | Land | Zeit (s) |
| ----- | ---------------- | ---- | -------- |
| 1     | Ann Mercken      | BEL  | 57,68    |
| 2     | Martina Stoop    | SUI  | 58,34    |
| 3     | Dagmar Votočková | CZE  | 61,40    |
| 4     | Larissa Nachbar  | GER  | 61,51    |
| 5     | Ana Costa        | PRT  | 61,60    |
| 6     | Suzanne Hameka   | NLD  | 63,88    |

### 4 × 100 m Staffel
| Platz | Besetzung   | Land                                                               | Zeit (s) |
| ----- | ----------- | ------------------------------------------------------------------ | -------- |
| 1     | Deutschland | Silke Lichtenhagen Gabriele Becker Birgit Rockmeier Gabi Rockmeier | 44,24    |
| 2     | Tschechien  | Gabriela Švecová Bohdana Válková Volná Burianová                   | 46,14    |
| 3     | Portugal    | Carmo Tavares Sandra Castanheira lsabel Abrantes Cristina Morujão  | 46,27    |
| 4     | Schweiz     | Martina Feusi von Rohr Natascha Ischer Beatrice Glaser             | 46,67    |
| 5     | Niederlande | Ricket Ebbers Esther van Ooyen Klopper                             | 46,94    |
| DNF   | Belgien     | Cathy Lenoir Maryline Troonen Elke Bogemans Kathleen Van Hove      |          |

### 4 × 400 m Staffel
| Platz | Besetzung   | Land                                                          | Zeit (min) |
| ----- | ----------- | ------------------------------------------------------------- | ---------- |
| 1     | Deutschland | Sonja Wilmsmeyer Silvia Steimle Gabi Rockmeier Carolin Broich | 3:38,04    |
| 2     | Belgien     | Ann Mercken Kathleen Van Hove Sylvie-An Elsoucht Sandra Stals | 3:41,12    |
| 3     | Portugal    | Cravina Sandra Castanheira Ceu Nunes Carmo Tavares            | 3:41,44    |
| 4     | Tschechien  | Dagmar Votočková Radka Lukavská Denisa Obdrzalková Burianová  | 3:42,26    |
| 5     | Schweiz     | Küster von Rohr Martina Hug Borella                           | 3:43,24    |
| 6     | Niederlande | Nicole Taalman Oortgiese Suzanne Hameka Jorien Kranendijk     | 3:47,63    |

### Hochsprung
| Platz | Athletin            | Land | Höhe (m) |
| ----- | ------------------- | ---- | -------- |
| 1     | Romy Pleikies       | GER  | 1,78     |
| 2     | Karlijn van Beurden | NLD  | 1,78     |
| 3     | Corinne Müller      | SUI  | 1,75     |
| 4     | Petra Lásková       | CZE  | 1,75     |
| 5     | Liesbeth Meulders   | BEL  | 1,75     |
| 6     | Sônia Machado       | PRT  | 1,65     |

### Weitsprung
| Platz | Athletin                | Land | Weite (m) |
| ----- | ----------------------- | ---- | --------- |
| 1     | Stephanie Hort          | GER  | 6,10      |
| 2     | Helena Vinarová         | CZE  | 5,97      |
| 3     | Danielle van Varsseveld | NLD  | 5,86      |
| 4     | Cristina Morujão        | PRT  | 5,73      |
| 5     | Daniela Miescher        | SUI  | 5,57      |
| 6     | Inge Paessen            | BEL  | 5,27      |

### Dreisprung
| Platz | Athletin           | Land | Weite (m) |
| ----- | ------------------ | ---- | --------- |
| 1     | Anja Vokuhl        | GER  | 12,87     |
| 2     | Sandra Swennen     | BEL  | 12,76     |
| 3     | Martina Koudelková | CZE  | 12,68     |
| 4     | Annemarie Hendriks | NLD  | 12,57     |
| 5     | lsabel Abrantes    | PRT  | 12,40     |
| 6     | Manuela Schmid     | SUI  | 12,39     |

### Kugelstoßen
| Platz | Athletin        | Land | Weite (m) |
| ----- | --------------- | ---- | --------- |
| 1     | Corrie de Bruin | NLD  | 17,73     |
| 2     | Nadine Kleinert | GER  | 15,92     |
| 3     | Sonia Gracio    | PRT  | 13,98     |
| 4     | Jitka Svatosová | CZE  | 13,81     |
| 5     | Karin Hagmann   | SUI  | 13,79     |
| 6     | Suzy Stas       | BEL  | 11,66     |

### Diskuswurf
| Platz | Athletin        | Land | Weite (m) |
| ----- | --------------- | ---- | --------- |
| 1     | Corrie de Bruin | NLD  | 57,54     |
| 2     | Sabine Sievers  | GER  | 52,02     |
| 3     | Karin Hagmann   | SUI  | 51,80     |
| 4     | Jana Hosková    | CZE  | 45,72     |
| 5     | Sonia Gracio    | PRT  | 43,20     |
| 6     | Suzy Stas       | BEL  | 38,74     |

### Speerwurf
| Platz | Athletin         | Land | Weite (m) |
| ----- | ---------------- | ---- | --------- |
| 1     | Yvonne Reichardt | GER  | 59,00     |
| 2     | Sandra Kreis     | SUI  | 47,20     |
| 3     | Cristina Almeida | PRT  | 45,78     |
| 4     | Judith Meijer    | NLD  | 45,08     |
| 5     | Andrea Aranovská | CZE  | 45,02     |
| 6     | Cindy Stas       | BEL  | 40,12     |